# Канівські куести
Ка́нівські куе́сти — геологічна пам'ятка природи місцевого значення в Україні. Об'єкт розташований на території Черкаського району Черкаської області, за 750 м від околиці міста Канів, на правому схилі верхнього правого відгалуження Сухого Потоку. 
Площа 2,1 га. Статус надано згідно з рішенням ОВК від 28.11.1979 року № 597. Перебуває у віданні ДП «Канівське ЛГ» (Канівське л-во, кв. 10). 
Статус надано для збереження мальовничої геологічної формації — куести, розташованої в межах пагористого пасма Канівських гір. 
Геологічна пам'ятка природи «Канівські куести» входить до складу Канівського природного заповідника.